# 博伊爾縣 (肯塔基州)
博伊爾县（英語：Boyle County）是美國肯塔基州外藍草地區南部的一個縣。面積474平方公里。根据美國2000年人口普查，共有人口27,697人。縣治丹維爾（Danville）。
成立於1842年2月15日。縣名紀念聯邦眾議員、肯塔基州上訴法官、首席法官、聯邦地方法院法官約翰·博伊爾 （John Boyle）。